# Relations entre la France et la Moldavie
Les relations entre la France et la Moldavie désignent les relations internationales s'exerçant entre d'une part, la République française, et de l'autre, la république de Moldavie.

## Histoire
Les échanges entre Français et Moldaves datent de la période de la Renaissance, avec la présence de marchands français tel Pierre Lescalopier en 1574 dans les principautés danubiennes, dont celle de Moldavie. Les boyards moldaves avaient souvent aussi ds majordomes, gouvernantes et précepteurs français, et des secrétaires français assistaient les princes régnants moldaves ; les étudiants moldaves furent, à Paris, en constante augmentation du XVIIe au XIXe siècle.
Au milieu du XVIIIe siècle, le diplomate Claude-Charles de Peyssonnel, consul de France à Smyrne, proposa l'ouverture d'une représentation française auprès de la principauté de Moldavie, mais ce n'est qu'en 1798 que fut ouvert un vice-consulat à Iași, dépendant de l'ambassadeur français à Constantinople, puisque la Moldavie était vassale de la « Sublime Porte ».
En 1856, alors que la moitié orientale du territoire moldave forme le « gouvernement de Bessarabie », possession de l'Empire russe depuis le Traité de Bucarest (1812), le Traité de Paris met un terme à la guerre de Crimée (commencée en 1853) et oblige l'Empire russe à rendre à la principauté de Moldavie la Bessarabie méridionale. En 1859, les principautés danubiennes de Moldavie et Valachie s'unissent pour former les Principautés unies de Moldavie et de Valachie qui prennent en 1866 le nom de „Roumanie”. Arguant de ce changement, l'Empire russe ne s'estime plus lié par les obligations du traité de Paris de 1856 et, après la guerre russo-turque de 1877-1878, exige de son alliée la Roumanie la restitution de la Bessarabie méridionale.
D'âpres négociations ont lieu au Congrès de Berlin entre la France, la Prusse, l'Autriche, l'Empire britannique, l'Empire russe et l'Empire ottoman : la Russie obtient satisfaction. Les Moldaves, qui n'étaient pas admis à participer aux négociations du Congrès de Berlin, y sont officieusement représentés par Victor Place, alors consul français à Iași, la métropole moldave. Il n'y a plus ensuite de relations officielles entre la France et la Moldavie, parce que cette dernière a laissé place en 1812 à la Russie sur la rive Est (gauche) de la rivière Prut, et en 1859 à la Roumanie sur la rive Ouest (droite) de cette rivière.
L'éphémère république démocratique moldave de 1917-1918 n'a de relations qu'avec la mission française Henri Berthelot qui aide alors l'armée roumaine à repousser les offensives de la République soviétique d'Odessa et à empêcher la concrétisation de la République socialiste soviétique de Bessarabie : cela n'a rien d'officiel. C'est avec l'Union des républiques socialistes soviétiques que la France entretient des relations diplomatiques par la suite, la République socialiste soviétique de Moldavie étant l'une d'elles à partir de 1940 (grâce au pacte germano-soviétique).
La dislocation de l'URSS et sa transformation en Communauté des États indépendants amène la France à établir une ambassade à Chișinău, la capitale moldave, en 1992. La Moldavie, à son tour entretient une ambassade en France depuis la visite d'État à Paris du président moldave Petru Lucinschi.

## Période contemporaine

### Sur le plan culturel
Les deux pays sont membres de l'Organisation internationale de la francophonie. La Moldavie est aussi, depuis 1996, membre de plein droit de l'Assemblée parlementaire de la francophonie. Une alliance française est implantée en Moldavie et le français est appris par plus de la moitié des élèves moldaves du secondaire. Dans ce pays jadis très francophone, le français reste appris par environ la moitié des écoliers du secondaire, : à la rentrée 2010-2011, le ministère de l’Éducation recensait 53,3 % d’apprenants de français.
Pendant deux siècles, le français a été la première et souvent la seule langue étrangère enseignée, car jusqu'en 1991 les Moldaves avaient conservé la traditionnelle francophilie héritée de l'influence des Lumières dans les Principautés danubiennes au XVIIIe siècle, mais aussi sous la domination russe au XIXe siècle, dans le Royaume de Roumanie et même à l'époque soviétique au XXe siècle. Mais après 1989, avec la glasnost (« transparence »), la fin de la censure et l'ouverture du rideau de fer, les Moldaves découvrent que dans les médias francophones, leur pays n'existe pas, ou bien sort, peut-être, d'une fameuse bande dessinée belge, et qu'il est présenté bien souvent comme une région patriarcale, aux campagnes misérables, où règnent la traite des Blanches et les réseaux mafieux : une « marche de l'Europe aux confins de l'Eurasie ou de la Russie aux confins de l'Europe » dont les aspirations culturelles et sociales sont qualifiées, comme dans les médias russes, d'« agitation nationaliste ». Cette vision péjorative du pays dans la sphère francophone, ajoutée à la domination anglophone sur le monde économique, ont abouti à une érosion progressive du français au profit de l'anglais qui a fini par devenir la première langue vivante étrangère enseignée en 2010.

### Sur le plan économique
Les entreprises françaises sont présentes dans des secteurs clés de l'économie moldave. Orange est le premier fournisseur de téléphonie mobile du pays, Lafarge pourvoit à 60% de ses besoins en ciment.

### Migrants et droits de l'enfant
L'OFII a dirigé un programme d'aide à la réinstallation des migrants de Moldavie. L'ambassade de France à Bucarest supervise une coopération régionale pour les droits de l'enfant.